# Chałupki (Dobre Miasto)
Chałupki ist ein Wohnplatz in Dobre Miasto (deutsch Guttstadt) im Powiat Olsztyński in Polen. Das ehemalige Dorf Hausberg wurde 1928 in die Stadt eingemeindet. Chałupki liegt 100 Meter südlich des Zentrums an der Łyna (Alle). Die „ulica Górna“ nimmt Bezug auf Hausberg. 

## Geschichte
Der bis 1785 Gutstädtische Amts-Freyheit und dann Hausberg genannte Ort wurde 1874 Teil des neu errichteten Amtsbezirks Guttstadt im ostpreußischen Kreis Heilsberg, Regierungsbezirk Königsberg. Im Jahre 1910 zählte Hausberg 48 Einwohner. Diese gehörten der römisch-katholischen Pfarrei Guttstadt oder der evangelischen Kirche der Stadt an.
Am 27. Februar 1928 wurde die Landgemeinde Hausberg in die Stadtgemeinde Guttstadt eingemeindet.